# Benedikt Werkstätter
Johann Benedikt Werkstätter (* am 21. März 1707 in Neumarkt am Wallersee; † 12. Jänner 1772 in Salzburg) war ein österreichischer Barockmaler.

## Leben

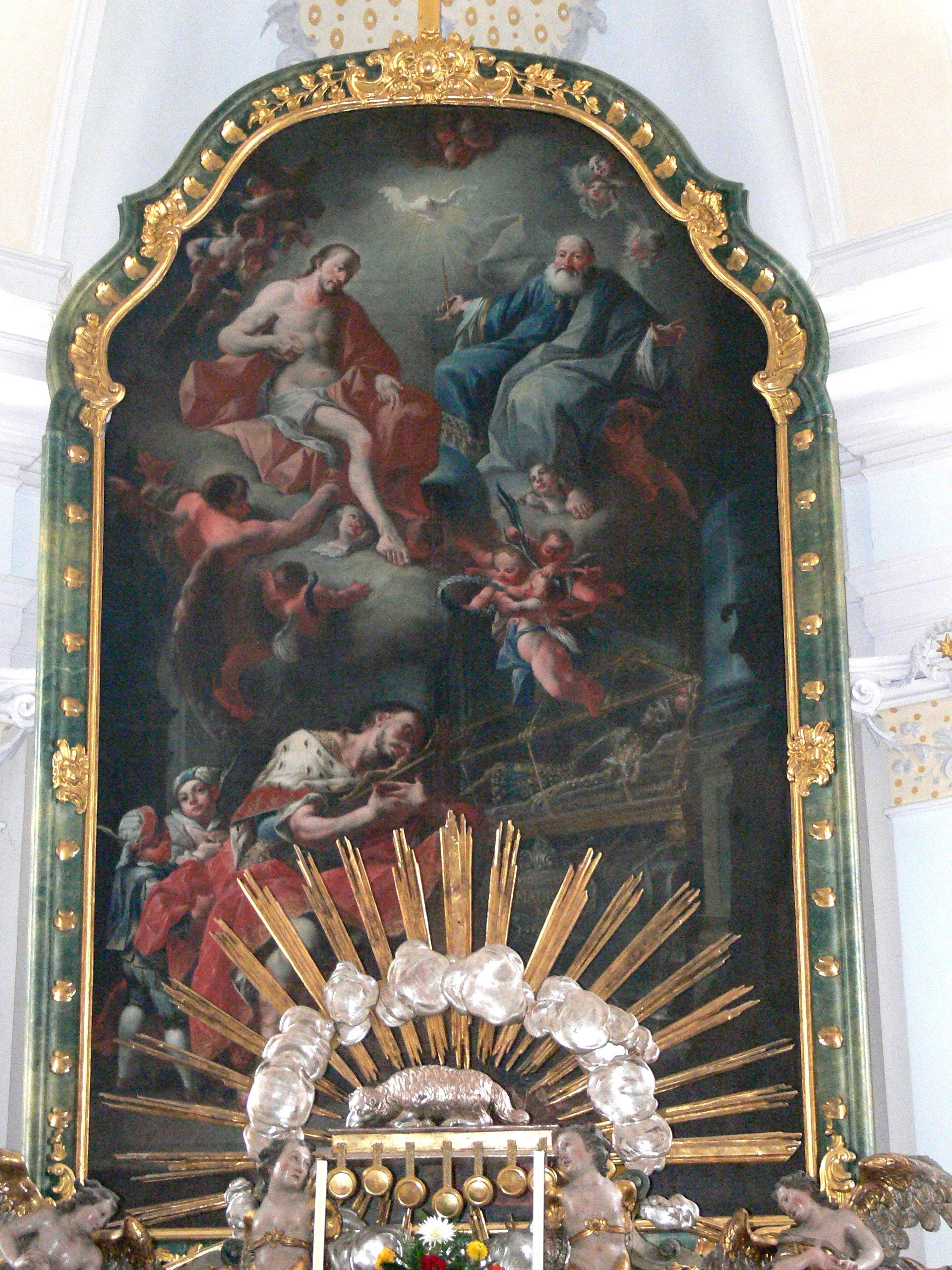
Hochaltarbild, Pfarrkirche Strobl

Der häufig auch als Maler Benedikt benannte Salzburger Barockkünstler wurde 1755 zum hochfürstlichen Kammerportier und Hofmaler ernannt. Mit dem Salzbergwerk- und Salinenbilderzyklus schuf er Mitte des 18. Jahrhunderts ein wichtiges Zeugnis der Industriemalerei des Spätbarock. In Neumarkt ist der Benedikt-Werkstätter-Weg ⊙ nach ihm benannt.

## Werke
- 1750: Kreuzwegbilder in der Pfarrkirche St. Valentin in Bad Reichenhall
- 1753/54: Altarbilder in der Pfarrkirche St. Martin in Thalgau
- 1757/58: Halleiner Salzbergwerks- und Salinenbilderzyklus
- 1760: Hochaltarbild der Pfarrkirche Strobl